# بلسم مكة

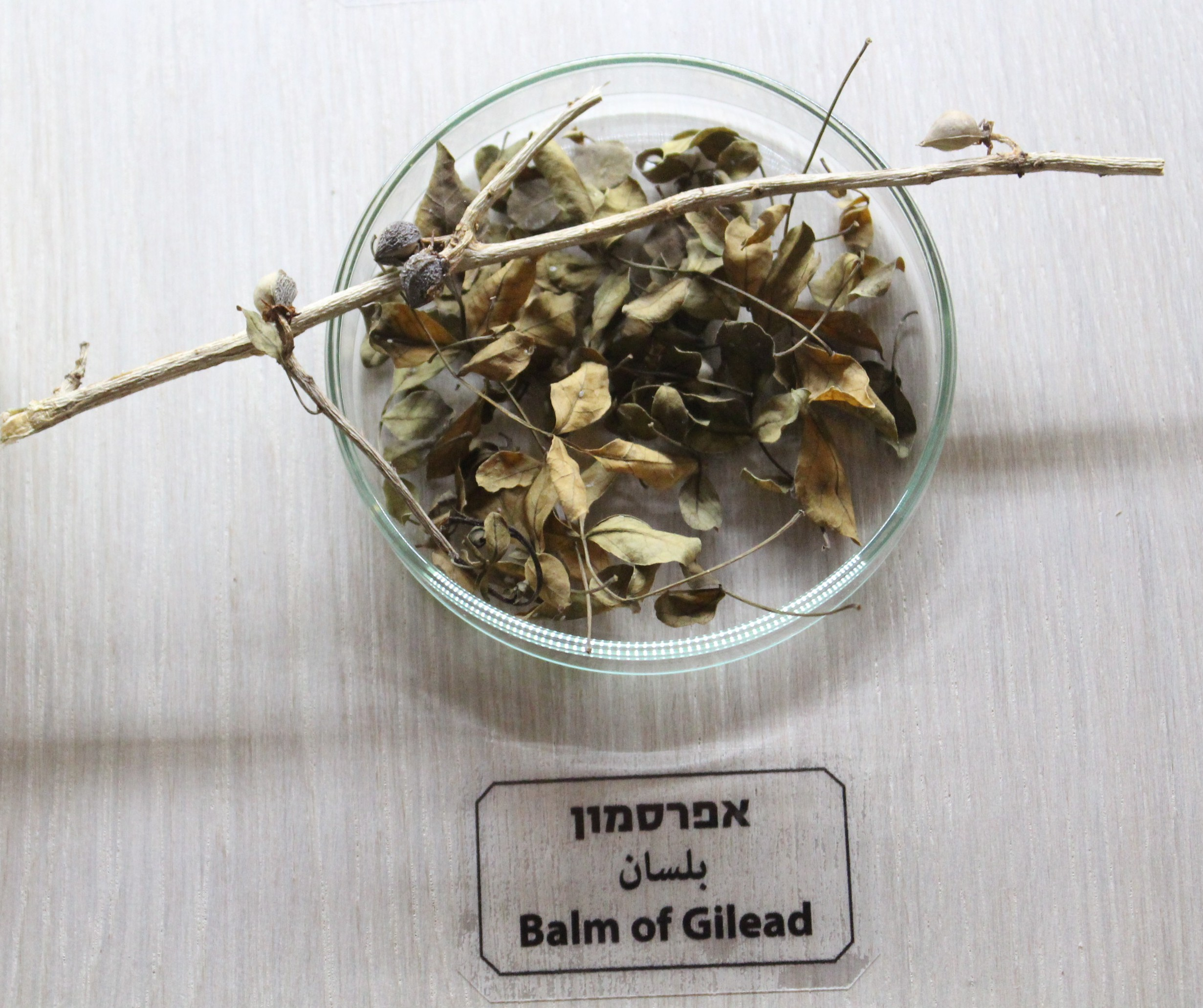

بلسم مكة هو قطرات راتنجية تخرج من شجرة البلسان العجلوني ولها أهمية طبية كبيرة. تسيل القطرات خلال الصيف ويقوم الناس بإصابة أجزاء من جذع الشجرة بجروح لاستعجال تدفق هذه المادة التي يستخلص منها فيما بعد زيت نادر جدًا أما البلسم فهو يخرج من النبات على هيئة سائل يتصلّب حين تعرضه للهواء ويستخدم في الحالتين لعلاج بعض الأمراض منها أمراض المسالك البولية ومداواة الجروح والعديد من الأمراض، كما يدخل في صناعة العطور الشرقية. كان الحجاج وسكان مكة يحرصون على وضع حجر البلسم داخل أنوفهم كسدادة أنف لاتقاء العديد من أمراض الحج الناتجة عن الاستنشاق.